# Coque Francisco Manuel
Coque Francisco Manuel ou Coque Mukuta (Malanje, 8 de Junho de 1984) é um jornalista correspondente da emissora Voz da América em Luanda.

## Biografia
Coque Mukuta estudou na Universidade Agostinho Neto, curso superior de Gestão e Administração Pública na Faculdade de Ciências Sociais. 
Como jornalista, trabalhou na Radio Despertar. Foi co-autor do livro Os Meandros das Manifestações em Angola - Volume I (The Troubled Ways of Manifestations in Angola – Book I).
Em 2018, fundou a Biblioteca Comunitária do Zango II. Actualmente é Secretário da Comissão da Carteira e Ética (CCE) em Angola e correspondente da VOA (Voz da América) em Luanda.

## Obra
- Os Meandros das Manifestações em Angola (2021)[8]